# Nogometna reprezentacija UAE-a
Nogometna reprezentacija Ujedinjenih Arapskih Emirata (arapski:  الامارات العربية المتحدة لكرة القدم) je nacionalna momčad UAE-a pod vodstvom Nogometnog saveza UAE. Domaće utakmice igraju na stadionu Sheikh Zayed Stadium u Abu Dhabiju a vodi ih izbornik Srečko Katanec. Do sad su na Svjetskom prvenstvu sudjelovali jedanput, u Italiji 1990. pored toga, još su i jednom bili drugi na Azijskom kupu, 1996., te jednom četvrti, 1992. godine. 2007. su osvojili Gulf kup, pobjedom nad Omanom u finalu. 

## Uspjesi na Azijskom kupu
- nisu ušli: 1956. do 1976.
- nisu se kvalificirali: 2000.
- 1. krug: 1980., 1984., 1988., 2004., 2007.
- četvrto mjesto: 1992.
- polufinale: 2019.
- drugo mjesto: 1996.

## Uspjesi na SP-u
- 1930. do 1974. te 1982. - nisu ušli
- 1978. - povukli se
- 1986., te od 1994. do 2010. - nisu se kvalificirali
- 1990. – 1. krug

## Trenutačni sastav
- Igrači pozvani za Azijski kup 2011.:

- vratari: Majed Nasser, Obaid Al Tawila, Ali Khasif
- braniči: Khalid Sebil Lashkari, Mohamed Ahmed, Fares Juma Al Saadi, Hamdan Al Kamali, Walid Abbas, Yousif Jaber, Abdulla Al Bloushi, Abdulaziz Hussain, Mahmoud Khamees
- vezni: Subait Khater, Amer Abdulrahman, Ali Al-Wehaibi, Theyab Awana, Ismail Al Hammadi, Amer Mubarak
- napadači: Mohamed Al Shehhi, Ismail Matar, Ahmed Khalil, Saeed Al Kathiri, Ahmed Jumaa Mubarak